# Хорошевски район
Хорошевски район е административен район на Северен окръг в Москва.